# 新鶴浦站
新鶴浦站（韓語：신학포역）是朝鮮民主主義人民共和國咸镜北道会宁市鶴浦里的一個鐵路車站，属于咸北线和細川線。

## 邻近车站
咸北线
高嶺鎮站 - 新鶴浦站 - 鶴浦站
細川線
新鶴浦站 - 細川站